# Dracena Airport
Dracena Airport är en flygplats i Brasilien.   Den ligger i kommunen Dracena och delstaten São Paulo, i den södra delen av landet, 700 km sydväst om huvudstaden Brasília. Dracena Airport ligger 372 meter över havet.
Terrängen runt Dracena Airport är platt. Närmaste större samhälle är Dracena, 8,0 km öster om Dracena Airport.
Trakten runt Dracena Airport består i huvudsak av gräsmarker. Runt Dracena Airport är det ganska tätbefolkat, med 149 invånare per kvadratkilometer.